# Carlos Reyes (futbolista chileno)
Carlos Roberto Reyes Berríos (Santiago, Chile, 21 de agosto de 1973) es un exfutbolista chileno. Jugaba de delantero y militó en diversos clubes de Chile y México.

## Trayectoria
Producto de las divisiones inferiores de Audax Italiano, tras no contar con oportunidades con el primer equipo, volviendo a jugar a un equipo de barrio. Tras ser visto por un dirigente de Magallanes, fue invitado a probarse al conjunto carabelero, quedando en el equipo. Tras dos temporadas, logró ascender de Tercera División a la Primera B, regresando para la temporada 1996 a Audax Italiano.
Luego de 3 temporadas, el año 2000 desestimó ofertas de Universidad de Chile, Universidad Católica y algunos clubes mexicanos, para firmar por Colo-Colo, donde estuvo por 2 temporadas. Posteriormente, tras no concretarse su pase al América mexicano, paso por Nacional Tijuana y Real Zacatecas del país azteca, para regresar el año 2004 a Audax Italiano.
Terminó su carrera la temporada 2006 jugando para Magallanes.

## Selección nacional
En 1999 jugó un partido por Chile ante su similar de Bolivia. Entró a los 18 minutos en reemplazo de Manuel Neira.

### Partidos internacionales
| Partidos internacionales | Partidos internacionales | Partidos internacionales                    | Partidos internacionales | Partidos internacionales | Partidos internacionales | Partidos internacionales | Partidos internacionales | Partidos internacionales | Partidos internacionales |
| N.º                      | Fecha                    | Estadio                                     | Local                    | Resultado                | Visitante                | Goles                    | Asistencias              | DT                       | Competición              |
| ------------------------ | ------------------------ | ------------------------------------------- | ------------------------ | ------------------------ | ------------------------ | ------------------------ | ------------------------ | ------------------------ | ------------------------ |
| 1                        | 28 de abril de 1999      | Estadio Félix Capriles, Cochabamba, Bolivia | Bolivia                  | 1-1                      | Chile                    |                          |                          | Nelson Acosta            | Amistoso                 |
| Total                    | Total                    | Total                                       | Presencias               | 1                        | Goles                    | 0                        |                          |                          |                          |

| Selección chilena | Selección chilena | Selección chilena |
| Año               | Partidos          | Goles             |
| ----------------- | ----------------- | ----------------- |
| 1999              | 1                 | 0                 |
| Total             | 1                 | 0                 |

## Clubes
| Club             | País   | Año       |
| ---------------- | ------ | --------- |
| Magallanes       | Chile  | 1994-1995 |
| Audax Italiano   | Chile  | 1996-1999 |
| Colo Colo        | Chile  | 2000-2001 |
| Nacional Tijuana | México | 2002      |
| Real Zacatecas   | México | 2003      |
| Audax Italiano   | Chile  | 2004-2005 |
| Magallanes       | Chile  | 2006      |

## Palmarés
Campeonatos nacionales
| Título           | Club       | País  | Año  |
| ---------------- | ---------- | ----- | ---- |
| Tercera División | Magallanes | Chile | 1995 |